# Outeiro (Río)
Outeiro (llamada oficialmente O Outeiro) es un lugar situado en la parroquia de Argas, del municipio español de Río, en la provincia de Orense, Galicia.

## Toponimia
El origen del topónimo es el latín altarium, que es una parte alta o elevación del terreno.

## Demografía
| Gráfica de evolución demográfica de Outeiro entre 2000 y 2023 |
|                                                               |
| Datos según el nomenclátor publicado por el INE.              |